# Swych Utrecht

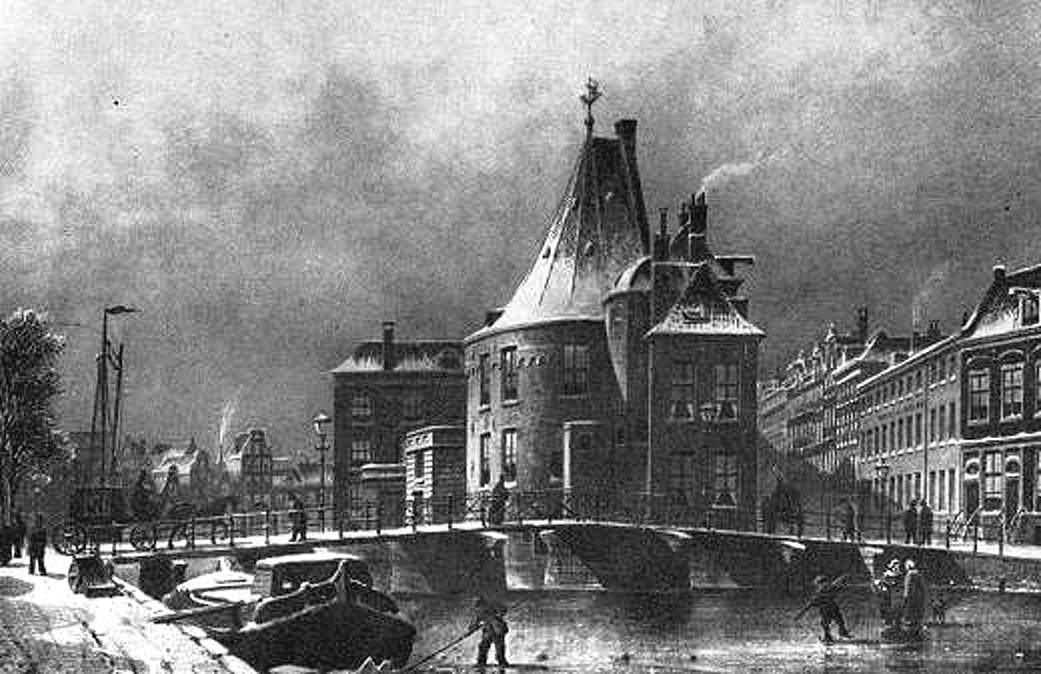
De toren Swych Utrecht vlak vóór de afbraak in 1882.

Swych Utrecht (ook wel geschreven als Swygh Utrecht, Svygh Utrecht, Swijgh Utrecht, Swyght Utrecht, Zwigt Utrecht of Utrecht Swijgh) was een toren in de stenen stadsmuur van Amsterdam. De toren werd in 1882 gesloopt om plaats te maken voor het huidige Doelen Hotel aan de Nieuwe Doelenstraat.
Swych Utrecht werd in 1482 gebouwd, tegelijkertijd met de stadsmuur die op bevel van Maximiliaan van Oostenrijk werd aangelegd. De naam van de toren ("zwijg Utrecht") refereert aan het primaire doel van de toren en de gehele stadsmuur: het verdedigen van de stad tegen mogelijke aanvallen door troepen van de bisschoppen van Utrecht.
De toren werd ergens tussen 1650 tot 1655 geschetst door Rembrandt van Rijn. Deze tekening is nu in de collectie van het Rijksmuseum.
De toren diende als de oorspronkelijke Kloveniersdoelen. In 1638 werd het doelencomplex uitgebreid met een moderne nieuwe vleugel die tegen de toren aan werd gebouwd. In de grote feestzaal op de eerste verdieping van dit gebouw hing De Nachtwacht van Rembrandt, tot dit doek in 1715 naar het Stadhuis op de Dam (het huidige Koninklijk Paleis) verhuisde. Het was een groepsportret van een van de schutterscompagnieën die in de doelen bijeenkwamen.
Swych Utrecht werd gesloopt om plaats te maken voor het nieuwe Doelen Hotel. De gevelsteen van dit hotel, van de hand van J.H. Teixeira de Mattos, toont de voormalige toren Swych Utrecht. Ook het koepeltorentje van het hotel is een verwijzing naar het vroegere gebouw.